# Giętkoząb wielkopłetwy
Giętkoząb wielkopłetwy (Synodontis eupterus) – gatunek słodkowodnej ryby sumokształtnej z rodziny pierzastowąsowatych (Mochokidae). Bywa pielęgnowany w akwariach. 

## Wychowanie
Pochodzi z Afryki Północnej, gdzie występuje w Białym Nilu, jeziorze Czad oraz w dorzeczach Nigru i Wolty. 

## Charakterystyka
Wyróżnia się dużą i szeroką płetwą grzbietową o wydłużonych promieniach. W naturze dorasta do 30 cm długości standardowej, w akwariach zwykle do 18 cm.

## Wymagania
Wymaga akwarium, które ma co najmniej 120cm długości. Zalecany jest piasek na dnie. 
Temperatura: 22-27° C
pH: 6,0-7,5
Twardość:  8-20 dH